# Mikołaj Matwijewicz

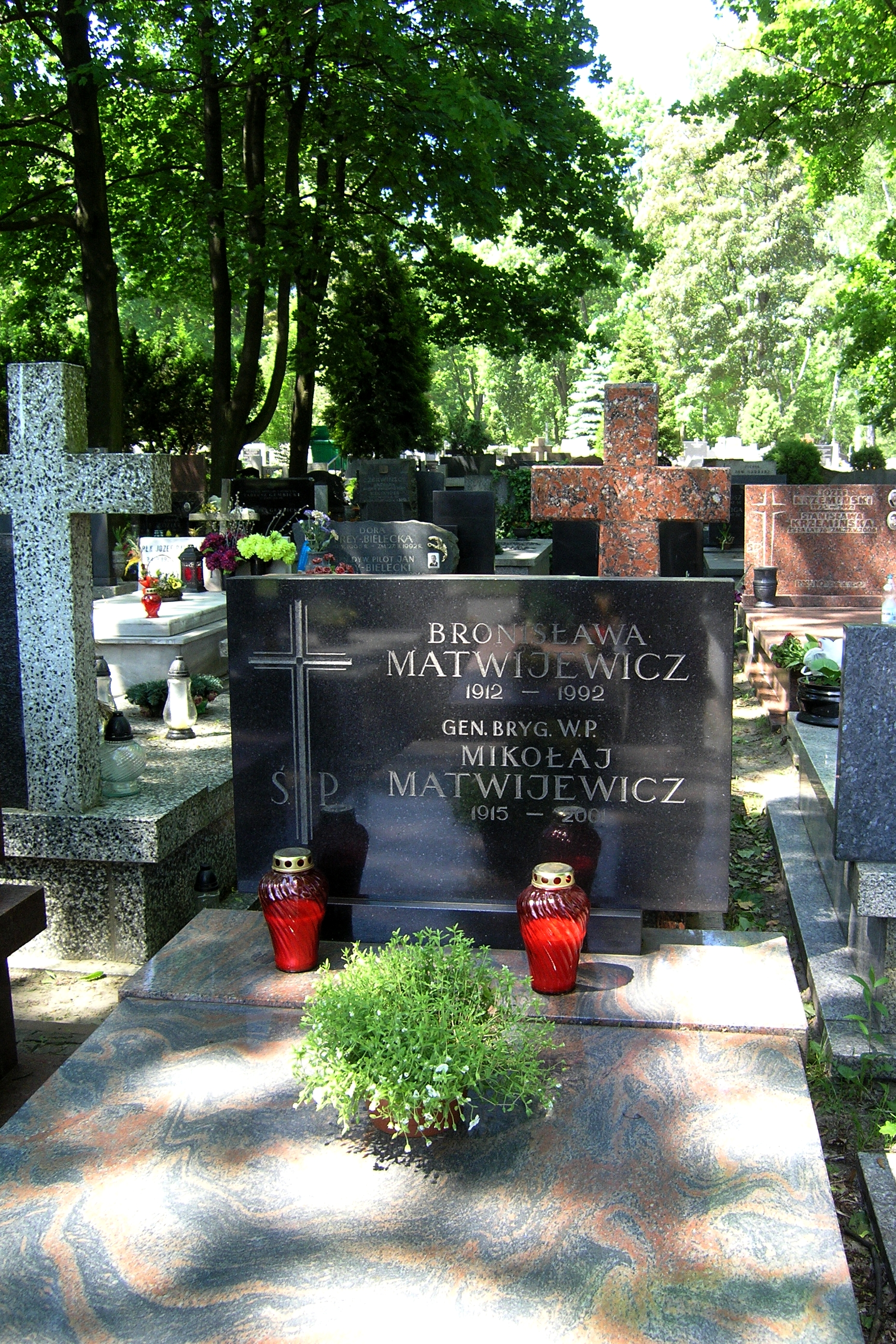
Grób gen. Mikołaja Matwijewicza i jego żony Bronisławy na Cmentarzu Wojskowym na Powązkach

Mikołaj Matwijewicz (ur. 22 maja 1915 w Uhryniu k. Czortkowa, zm. 13 maja 2001 w Warszawie) – generał brygady WP.

## Życiorys
W 1935 ukończył seminarium nauczycielskie w Czortkowie, później był nauczycielem w Gródku i w Nyrkowie. 1936-1937 odbył kurs podchorążych rezerwy i kurs dowódców plutonu w Tarnopolu. Od 1937 członek Związku Nauczycielstwa Polskiego i Towarzystwa Szkół Ludowych. Uczestnik wojny obronnej 1939. Później kontynuował pracę nauczyciela, tym razem w szkołach sowieckich; działał w sowieckim związku zawodowym nauczycieli. Od maja 1944 w Armii Polskiej w ZSRR i w Szkole Oficerów Polityczno-Wychowawczych, od września 1944 porucznik w korpusie oficerów polityczno-wychowawczych. Zastępca dowódcy 4. Brygady Saperów ds. polityczno-wychowawczych. W styczniu 1945 brał udział w rozminowywaniu Warszawy, a potem w forsowaniu Nysy Łużyckiej i walkach na terenie Niemiec. Po wojnie ukończył wyższy kurs kwatermistrzowski i został szefem wydziału w kwatermistrzostwie Okręgu Wojskowego w Poznaniu. Od lipca 1948 kwatermistrz 12. Brygady Artylerii Ciężkiej w Gnieźnie, od lutego 1949 szef oddziału kwatermistrzostwa Okręgu Wojskowego w Krakowie. Krótko był p.o. kwatermistrza tego okręgu. Od 1950 szef oddziału i zastępca kwatermistrza, a w latach 1952-1953 kwatermistrz Okręgu Wojskowego we Wrocławiu. Od lipca 1955 komendant Centrum Wyszkolenia Służby Tyłów w Poznaniu, w 1956 przemianowanego na Ośrodek Szkolenia Oficerów Kwatermistrzostwa. Od grudnia 1956 szef Sztabu Głównego Kwatermistrzostwa WP, od lipca 1962 zastępca Głównego Kwatermistrza WP. W lipcu 1958 mianowany generałem brygady; nominację wręczył mu 22 VII 1958 w Belwederze przewodniczący Rady Państwa PRL Aleksander Zawadzki. 1960-1963 studiował w ASG WP. 1970-1971 szef Misji Wojskowej PRL w Komisji Nadzoru Państw Neutralnych w Korei. 1972-1976 dyrektor Departamentu Wojskowego w Ministerstwie Leśnictwa i Przemysłu Drzewnego. W styczniu 1977 pożegnany przez wiceministra obrony narodowej gen. broni Józefa Urbanowicza w związku z zakończeniem zawodowej służby wojskowej i przeniesiony w stan spoczynku. Pochowany na Cmentarzu Wojskowym na Powązkach w Warszawie (kwatera BII-11-5).

## Odznaczenia
- Order Sztandaru Pracy II klasy (1963)
- Krzyż Kawalerski Orderu Odrodzenia Polski (1958)
- Order Krzyża Grunwaldu III klasy (1945)
- Krzyż Walecznych (1945)
- Srebrny Krzyż Zasługi (1947)
- Medal za Warszawę 1939–1945 (1945)
- Medal za Odrę, Nysę, Bałtyk (1945)
- Medal 10-lecia Polski Ludowej
- Medal 30-lecia Polski Ludowej
- Medal 40-lecia Polski Ludowej
- Medal „Za udział w walkach o Berlin” (1969)
- Złoty Medal „Siły Zbrojne w Służbie Ojczyzny” (1968)
- Srebrny Medal Siły Zbrojne w Służbie Ojczyzny
- Brązowy Medal Siły Zbrojne w Służbie Ojczyzny
- Srebrny Medal „Za zasługi dla obronności kraju” (1969)
- Brązowy Medal „Za zasługi dla obronności kraju”
- Krzyż Wojenny Czechosłowacki 1939 (1948)
- Złoty Medal Zasługi Armii Ludowej (NRD) (1963)